# سونیا ادمستروم
سونیا ادمستروم (انگلیسی: Sonja Edström؛ زادهٔ ۱۸ نوامبر ۱۹۳۰) اسکی‌باز صحرانوردی اهل سوئد بود.
وی در مسابقات کشوری و بین‌المللی در مجموع برندهٔ ۱ مدال طلا، ۴ مدال برنز شده‌است.